# Dinty Moore
Francis William Moore, detto Dinty (Port Colborne, 29 ottobre 1900 – Morgan's Point, 21 gennaio 1976), è stato un hockeista su ghiaccio canadese.

## Palmarès

### Olimpiadi invernali
- Argento a Garmisch-Partenkirchen 1936 nell'hockey su ghiaccio.